# Картвельские языки
Картве́льские языки́ (или южнокавказские; груз. ქართველური ენები) — семья языков, распространённых на западе и в центре Южного Кавказа (Закавказья), в основном, на территории современной Грузии, частично — в Турции (Лазистан, Тао-Кларджети), носителями которых являются грузины и их субэтносы.
Для записи всех картвельских языков применяется грузинский алфавит. Все они восходят к древнему пракартвельскому языку и образовались в ходе его распада; большая часть картвельских языков обладает заметным количеством заимствований из древнегрузинского и грузинского языков.

## Классификация
Ранее часто включалась в гипотетическую кавказскую или иберийско-кавказскую (макро)семью. Есть также гипотеза о вхождении картвельской семьи в ностратическую макросемью. Это мнение, однако, было подвергнуто критике различными учёными; оно считается весьма спорной и её выводы не принимаются многими компаративистами, которые рассматривают теорию ностратических языков либо как полностью ошибочную, либо, в лучшем случае, как неубедительную.
- Южнокартвельская ветвь
  - грузинский язык — 5 млн[5] говорящих (в том числе диалекты Картли, Кахети и Имерети), а также в Южной Осетии.
  - Занская (колхидская) группа.
    - мегрельский язык — 400 тыс.[6] говорящих, в основном, в западной Грузии; в регионах Мегрелии и Абхазии (Гальский, Ткуарчалском районе).
    - лазский язык (чанский) — 150 тыс.[7] говорящих на северо-востоке Турции (Лазистан).
- Севернокартвельская (сванская) ветвь
  - сванский язык — от 14 тыс. до 30 тыс., в основном на северо-западе Грузии; в регионах Сванетии и Республики Абхазия (Кодорское ущелье).[8][9].

Картвельские языки включают также древний литературный и духовный язык Грузии — древнегрузинский.
Иногда как особый картвельский язык выделяют язык грузинских евреев (еврейско-грузинский язык), называемый в Грузии киврули, а в Израиле ивр. גרוזינית יהודית‎ (грузинит йехудит) или ивр. גאורגית יהודית‎ (георгит йехудит). Большинство лингвистов считают его диалектом грузинского, с большим количеством заимствований из иврита и арамейского. Письменность — еврейское письмо.

## Письменность
Из современных картвельских языков собственную письменность имеет только грузинский и частично мегрельский. С XIX века делаются попытки ввести письменность для лазского (на основе латиницы в Германии и Турции) и мегрельского (на основе грузинского письма в Грузии, а ранее — и на основе кириллицы).

## Грамматические особенности
В картвельских языках имеется от 11 до 15 модально-временных форм. Отсутствует грамматический род у существительных и других именных частей речи. Начальной формой глагола считается форма настоящего времени третьего лица единственного числа. Есть аблаут. Свойственная кавказским языкам двадцатеричная система счета. Способы синтаксической связи — управление, координация, примыкание и согласование. Различаются три основные конструкции предложения: номинативная, эргативная (при переходных глаголах в большинстве времён) и дативная (при глаголах восприятия). Глагол тяготеет к концу предложения. Словообразование приставочное, суффиксальное и главным образом — префиксально-суффиксальное (циркумфиксы). Есть словосложение. Много дескриптивных слов. Заимствования из греческого, арабского, персидского, тюркских языков. Послеложная система (для сравнения — в индоевропейских языках, в том числе русском, используется предложный строй предложений).